# فرنسيسكو غابينو أرياس
فرنسيسكو غابينو أرياس (بالإسبانية: Francisco Gabino Arias)‏ هو مستكشف إسباني، ولد في 4 أكتوبر 1732 في سالتا في الأرجنتين، وتوفي بنفس المكان في 1793.